# Antoine-Frédéric Gresnick
Antoine-Frédéric Gresnick (Lieja, Brussel·les, 2 de març de 1755 – París, 16 d'octubre de 1799) fou un compositor belga.
Va fer els estudis musicals a Roma i Nàpols, i el 1779 estrena a Torí la seva primera òpera, Il francese bizarro. El 1785 es traslladà a Londres, on residí fins al 1791, estrenant també allà diverses òperes, l'èxit de les quals li'n valgué el nomenament de director de música del príncep de Gal·les. El 1793 era director d'orquestra a Lió i després fixà la seva residència a París.
Les seves òperes principals són:
- Demetrio;
- Alessandro nell Indie;
- La donna di cattivo umore, totes tres representades per primera vegada a Londres;
- L'amour exilé de Cythère (Lió, 1793);
- Leonidas (París, 1799);
- Le fóret de Brahma, la qual fou tornada al seu autor perquè la modifiqués, i el que, segons es diu, ocasionà la mort de l'autor. A més, deixà, diverses composicions per a cant i una simfonia concertant.